# Nimritz
Nimritz là một đô thị thuộc huyện Saale-Orla, trong bang Thüringen, nước Đức. Đô thị Nimritz có diện tích 2,12 km².